# Casa do Mirante
A Casa do Mirante é um edifício histórico na vila de Alcantarilha, no Município de Silves, em Portugal. 

## Descrição e história
A Casa do Mirante é um edifício térreo na Rua 25 de Abril, na zona Norte de Alcantarilha. O elemento mais marcante no edifício é um mirante no lado oriental, sobre o telhado da fachada traseira, com uma janela, e que inclui uma chaminé. Esta chaminé é de formato «turriforme com corpo de secção quandrangular munido na base de pequeno janelo de iluminação envidraçado, aberto no alçado S.», sendo considerada uma das poucas sobreviventes deste tipo na região meridional do país.
O edifício terá sido construído durante o século XIX.